# Цар-зілля Сергія
Цар-зілля Сергія, дельфіній Сергія (Delphinium sergii) — вид рослин з родини жовтецевих (Ranunculaceae), поширений на сході України й у європейській частині Росії. На деяких ресурсах наведений у категорії сумнівних таксонів.

## Опис
Багаторічна рослина 40–100 см заввишки. Стебло кутасте. Середні й верхні стеблові листки на коротких ніжках. Чашолистки на верхівці тупувато загострені.. Квітки яскраво-голубі (іноді білуваті), зібрані в просту або розгалужену китицю.
Період цвітіння: липень — серпень.

## Поширення
Поширений в Україні і європейській частині Росії.
В Україні вид зростає у лісах, на узліссях, вапняках — у донецькому Лісостепу (Донецька й Луганська області).

## Використання
Декоративна й отруйна рослина.